# Cell Metabolism
Cell Metabolism è una rivista scientifica mensile sottoposta a revisione paritaria, che si occupa di fisiologia, con particolare attenzione alla comprensione delle basi molecolari dell'autoregolazione del corpo di fronte ai cambiamenti e del modo in cui le alterazioni di questi equilibri possano portare a delle malattie. La rivista pubblica ricerche originali e articoli di sintesi nei settori del metabolismo e dell'omeostasi.
La rivista è stata fondata nel 2005 ed è pubblicata dalla Cell Press. Il caporedattore è Allyson Evans.
Secondo il Journal Citation Reports, Cell Metabolism ha ricevuto un fattore di impatto per il 2022 pari a 29.0, collocandosi al terzo posto fra 128 riviste censite nella categoria "Endocrinologia e metabolismo".